# Llimoniella
Llimoniella is een geslacht van korstmossen dat behoort tot de familie Cordieritidaceae van de ascomyceten. De typesoort is Llimoniella scabridula.

## Soorten
Volgens Index Fungorum telt het geslacht 23 soorten (peildatum februari 2022):
| Soortnaam                  | Auteur(s)                                      | Publicatiejaar |
| -------------------------- | ---------------------------------------------- | -------------- |
| Llimoniella acarosporicola | (Kocourk. & K. Knudsen) Diederich & Ertz       | 2010           |
| Llimoniella adnata         | Hafellner & Nav.-Ros.                          | 1993           |
| Llimoniella bergeriana     | Etayo                                          | 2017           |
| Llimoniella bryonthae      | Zhurb. & Diederich                             | 2021           |
| Llimoniella caloplacae     | S.Y. Kondr. & Khodos.                          | 2006           |
| Llimoniella catapyrenii    | Zhurb., Kukwa & Flakus                         | 2013           |
| Llimoniella chilensis      | Zhurb.                                         | 2020           |
| Llimoniella cinnabarinae   | Pérez-Ort., Etayo & T. Sprib.                  | 2011           |
| Llimoniella fuscatae       | Hafellner & Obermayer                          | 2007           |
| Llimoniella fuscoatrae     | Hafellner                                      | 1996           |
| Llimoniella gregorellae    | Kocourk.                                       | 2013           |
| Llimoniella heppiae        | (Nav.-Ros., Hladun & Llimona) Diederich & Ertz | 2010           |
| Llimoniella muralicola     | Halıcı                                         | 2008           |
| Llimoniella parmotrematis  | Etayo                                          | 2017           |
| Llimoniella pertusariae    | Diederich & Etayo                              | 2000           |
| Llimoniella phaeophysciae  | Diederich, Ertz & Etayo                        | 2010           |
| Llimoniella placomaroneae  | Etayo                                          | 2010           |
| Llimoniella placopsidis    | Diederich & Fryday                             | 2010           |
| Llimoniella pyrenulae      | Diederich & Etayo                              | 2000           |
| Llimoniella ramalinae      | (Müll. Arg.) Etayo & Diederich                 | 2000           |
| Llimoniella scabridula     | (Müll. Arg.) Nav.-Ros. & Hafellner             | 1993           |
| Llimoniella stereocaulorum | (Alstrup & D. Hawksw.) Hafellner               | 1996           |
| Llimoniella terricola      | (Arnold) M. Schultz, Diederich & Ertz          | 2010           |